# روخوچیتسه

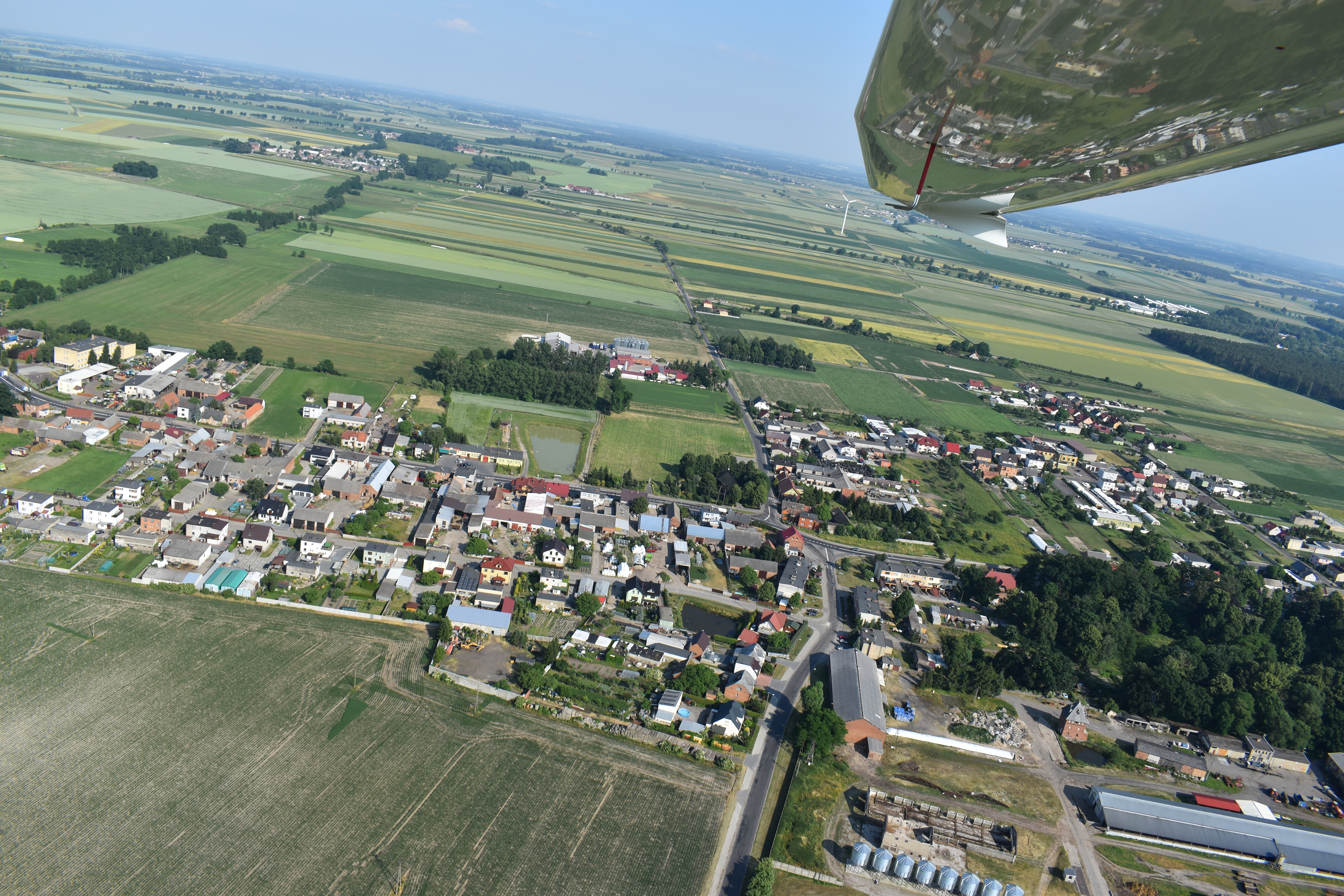
عکس هوایی Ruchocice ژوئن 2021

روخوچیتسه (به لهستانی:  Ruchocice) یک روستا در لهستان است که در گمینا راکونگویتسه واقع شده‌است.